# Austrogaster
Austrogaster is een geslacht van schimmels behorend tot de familie Paxillaceae. De typesoort is Austrogaster marthae. Het geslacht komt voor in Zuid-Amerika en Nieuw-Zeeland. Het geslacht werd beschreven door Rolf Singer en in 1962 geldig gepubliceerd.

## Soorten
Volgens Index Fungorum telt het geslacht drie soorten (peildatum oktober 2020):
| Soortnaam                    | Auteur(s) | Publicatiejaar |
| ---------------------------- | --------- | -------------- |
| Austrogaster baeospermus     | Singer    | 1969           |
| Austrogaster marthae         | Singer    | 1962           |
| Austrogaster novae-zelandiae | D.A. Reid | 1986           |